# Murus gallicus

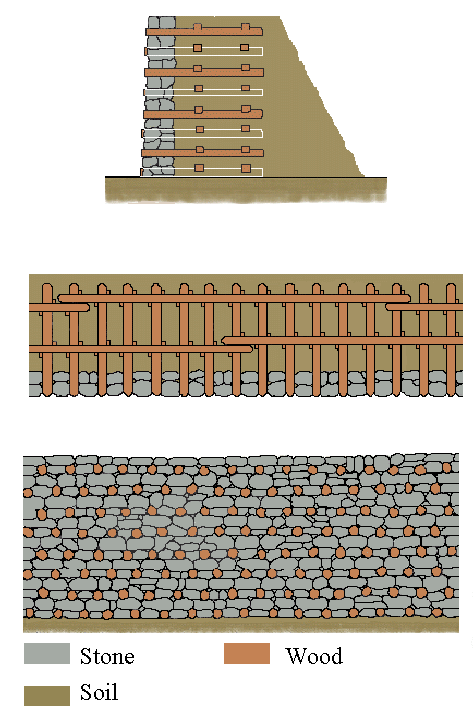
Murus gallicus - vnitřní konstrukce

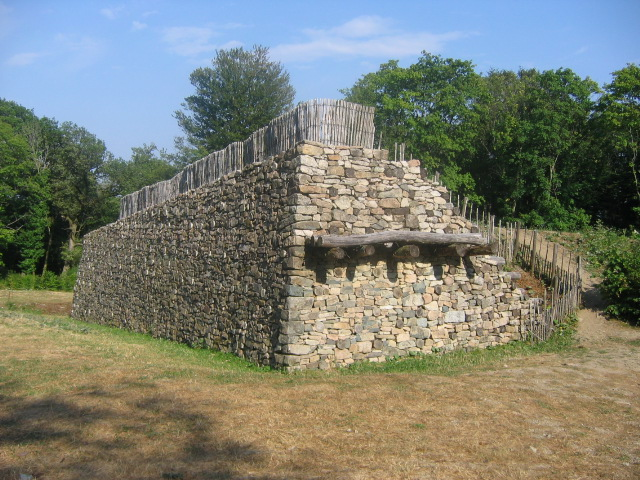
Rekonstrukce hradby typu murus gallicus na oppidu Bibracte v prostoru brány

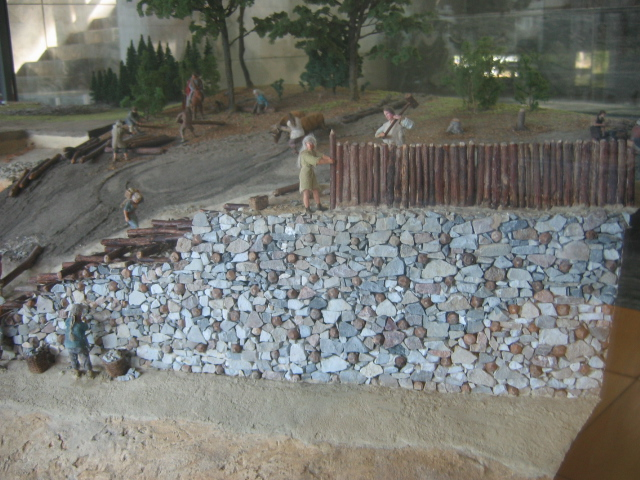
Model hradby typu murus gallicus na oppidu Bibracte, Francie

Murus gallicus (z latiny – Gallská zeď) je označení techniky výstavby hradby keltských oppid, kterou popisuje Gaius Iulius Caesar v Zápiscích o válce galské (Commentarii de bello gallico):
Všechna galská opevnění jsou postavena asi tímto způsobem: podél obrysu budoucí zdi položí na zem napříč ve stejných vzdálenostech dvou stop a bez mezer trámy, které na vnitřní straně sroubí a prostor mezi nimi vysypou silnou vrstvou hlíny. Na čelní straně opevnění vyloží prostor mezi trámy velkými kameny. Když je vše na místě a dobře drží pohromadě, položí se další vrstva; v té jsou trámy opět stejně daleko od sebe, ale nikoli nad trámy, ale nad kameny nižší řady. A tak se ve stavbě pokračuje, dokud není hradba vybudována do potřebné výšky. Tento způsob konstrukce slouží kráse a pestrosti stavby a hradba nepůsobí neforemně, protože na průčelí valu vznikají dlouhé a rovné linie střídavě kamenů a konců trámů. Konstrukce je však také účelná a při obraně velmi užitečná, protože kamení chrání val před požárem a před beranidly zas dřevěná kostra, která je na vnitřní straně svázána podélnými trámy dlouhými kolem čtyřiceti stop a kterou nelze narušit ani tahem, ani tlakem.
Caesarovo pozorování potvrzují archeologické výzkumy. Nálezové situace při nich odkryté dokládají, že vnitřní kamenito-štěrkové těleso hradby bylo zpevněno vnitřní armaturou z vodorovných trámů spojených mohutnými železnými hřeby; konce trámů byly na sucho zazděny do kamenné čelní i vnitřní zdi. Čelo hradby bylo obloženo kameny, k vnitřní zdi přiléhal násep.
Tento typ hradby tvoří opevnění oppid nejen v samotné Gallii, kde se s ním setkal Caesar, ale i v širší oblasti západní Evropy. Nejvýchodnějším oppidem, kde byla tato technika k výstavbě hradeb použita, je Manching v Bavorsku.
Pro oppida dále na východ, tedy i pro oppida česká a moravská, je však typická hradba tzv. typu Kelheim, kde čelní zeď místo pravidelného střídání obkladových kamenů a konců vnitřních trámů byla v pravidelných, cca 1–2 m rozestupech členěna mohutnými svislými kůly (tzv. Pfostenschlitzmauer), do nichž byly vnitřní příčné trámy ukotveny. Odlišná byla i technologie spojování trámů v konstrukci vnitřního roštu, kde nebyly používány železné hřeby.